# دیپ ریور (انتاریو)
دیپ ریور (به انگلیسی: Deep River) یک منطقهٔ مسکونی در کانادا است که در شهرستان رنفرو واقع شده‌است. دیپ ریور ۴٬۱۰۹ نفر جمعیت دارد.